# Bitunja
Bitunja (cyr. Битуња) – wieś w Bośni i Hercegowinie, w Republice Serbskiej, w gminie Berkovići. W 2013 roku liczyła 59 mieszkańców.